# یوکی یاماتو
یوکی یاماتو (انگلیسی: Yūki Yamato؛ زادهٔ ۱۹۸۹) کارگردان و فیلم‌نامه‌نویس اهل ژاپن است. او علاوه بر کارگردانی فیلم‌های سینمایی، موزیک ویدیوهای گروه‌های موسیقی نوگیزاکا ۴۶، موموئیرو کلوور زد و رادویمپس را کارگردانی کرده است.